# 방덕공

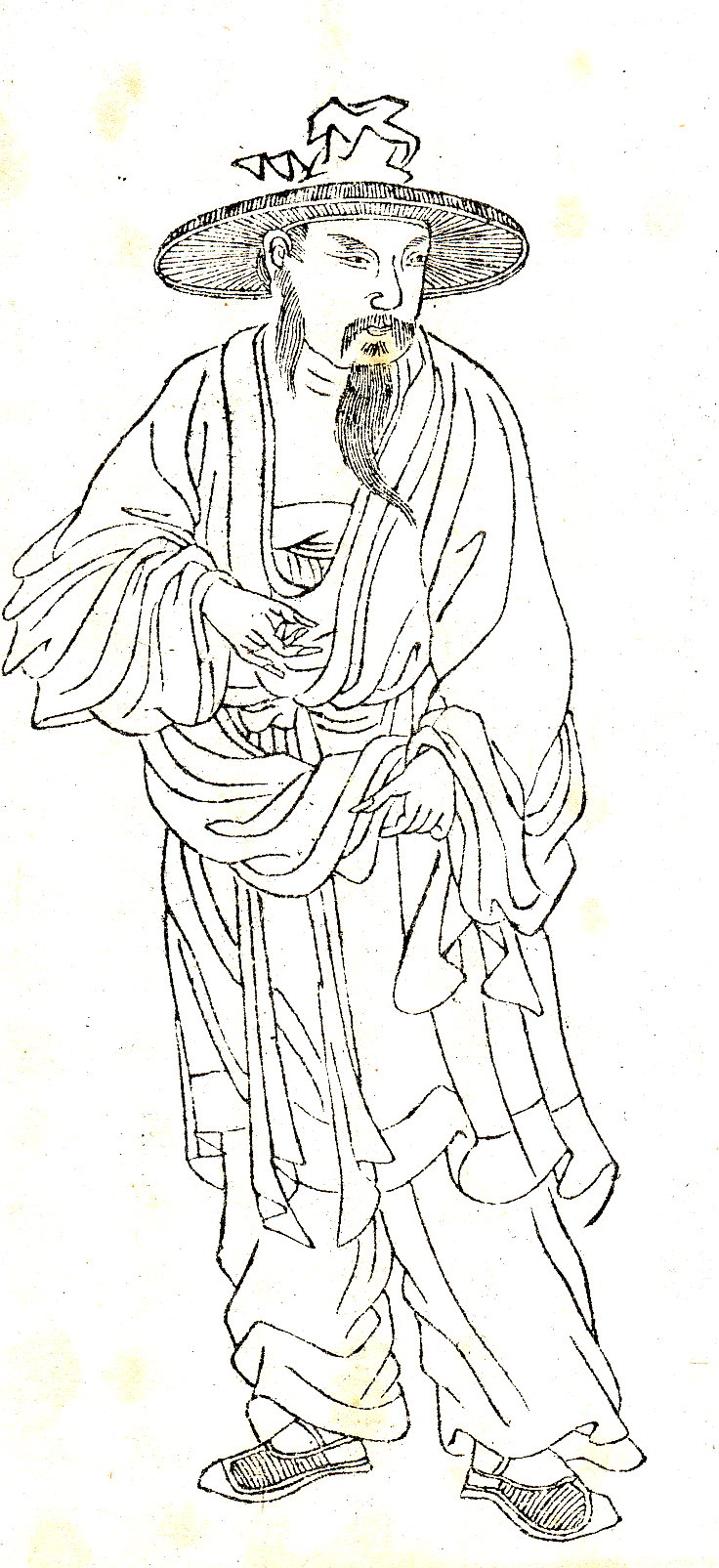

방덕공(龐德公, ? ~ ?)은 후한 말기의 은사로, 형주 남군 양양현(襄陽縣) 사람이다.

## 사적
현산(峴山) 남쪽에 살았으며, 부부가 서로 손님을 대하듯이 존중하며 지냈다.
형주자사 유표가 여러 차례 불러들였으나 듣지 않았고, 결국 유표가 직접 찾아가 방덕공에게 말하였다.
| “ | 무릇 자기 몸을 보전하는 것보다는 천하를 보전하는 것이 낫지 않겠습니까? | ” |

방덕공이 웃으면서 말하였다.
| “ | 홍곡(鴻鵠)의 둥지는 빽빽한 수풀 위에 있는데, 날이 저물어야 겨우 도착합니다. 원타(黿鼉)의 굴은 깊은 못 아래에 있는데, 저녁이 되어서야 잠이 듭니다. 나아갔다가 사리고 가다가 멈추는 것 또한 사람의 둥지라 하겠습니다. 각기 그 둥지와 굴을 얻으면 될 것이지, 천하를 보전할 필요는 없습니다. | ” |

그러고는 처자와 함께 밭을 갈았는데, 유표가 이를 가리켜 물었다.
| “ | 선생께서는 힘들게 밭을 일구며 관록 받기를 마다하시는데, 후세의 자손에게 무엇을 남기시렵니까? | ” |

방덕공이 답하였다.
| “ | 세상 사람들은 그렇게 하여 위험을 남기는데, 이렇게 홀로 있으니 편안함을 얻게 됩니다. 남기는 것이 다르기는 하나, 남길 것이 없는 것은 아닙니다. | ” |

유표는 탄식하며 물러갔다.
훗날 방덕공은 처자를 이끌고 약초를 캐러 녹문산(鹿門山)에 올라갔는데, 그 후 돌아오지 않았다.

## 자 논란
《사고전서》 치림(卮林) 편에서 방덕공의 자를 상장(尙長)이라고 하였는데, 《송서》를 전거로 들었다. 하지만 송서의 해당 부분은 방덕공의 자를 '상장'이라고 직접적으로 언급하지 않았으며, 원문의 '상장'은 후한의 은사 상장(向長)을 가리키는 것으로 보인다.
史臣曰：襄陽龐公謂劉表曰：「若使周公與管、蔡處茅屋之下，食藜藿之羹，豈有若斯之難。」夫天倫由子，共氣分形，寵愛之分雖同，富貴之情則異也。追味尙長之言，以爲太息。- 《송서》 권68
사신이 말한다. 양양 사람 방공이 유표에게 말하였다.
| “ | 주공과 관숙·채숙이 초가집에 살며 거친 음식을 먹었더라면, 어찌 이런 어려움이 있었겠습니까? | ” |

대저 천륜을 타고나는 자는 기는 같으나 모습이 다르며, 총애하는 바가 같더라도 부귀함은 서로 다르다. 상장(尙長)의 말을 곱씹어보니, 한숨이 나온다.